# 나가이 나오키요

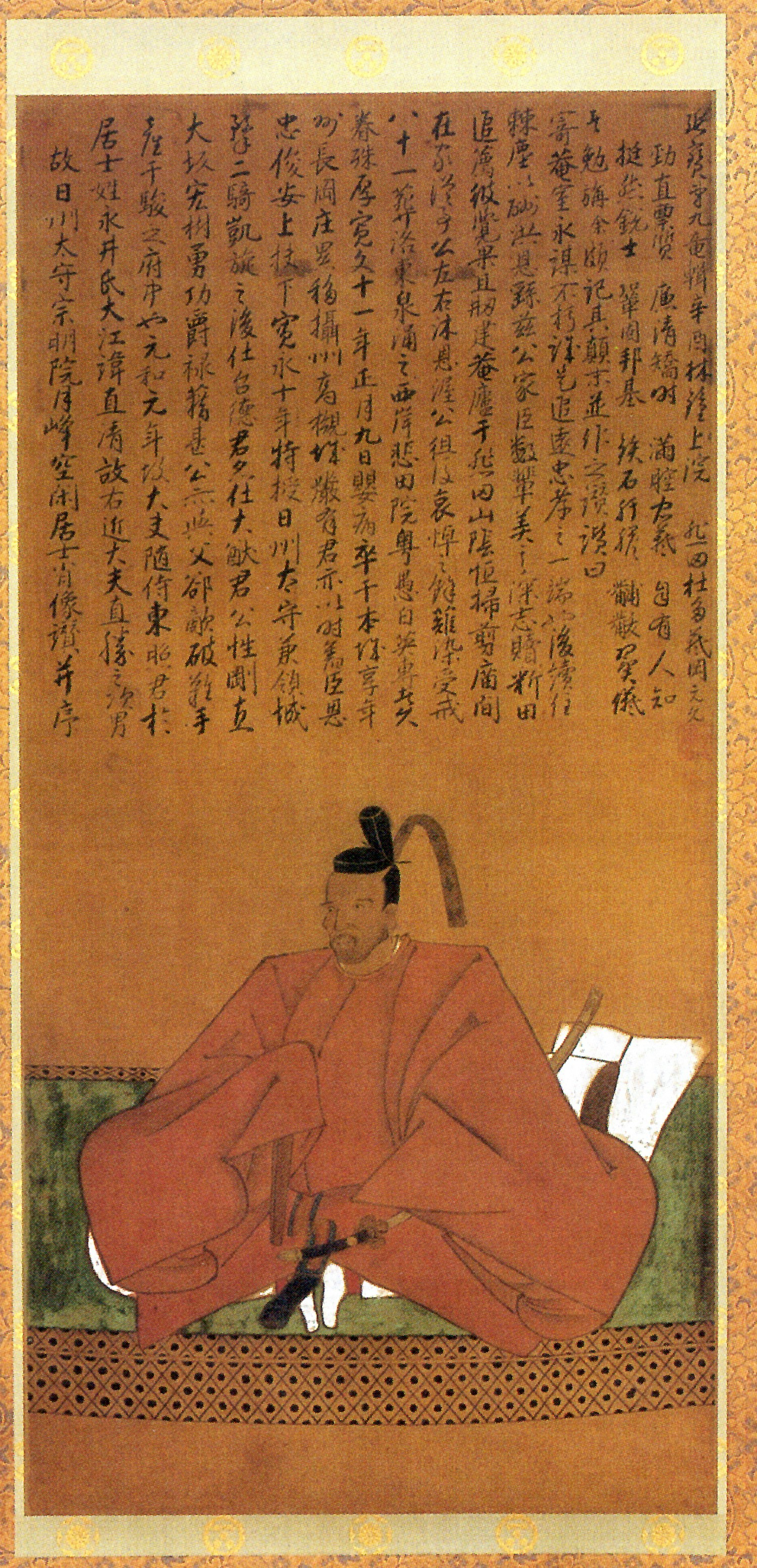
나가이 나오키요

나가이 나오키요(일본어: 永井直清, 1591년 5월 ~ 1671년 2월 18일)는 에도 시대 초기의 다이묘이다. 야마시로 나가오카 번주, 셋쓰 다카쓰키 번 초대 번주를 지냈다.
나가이 나오카쓰의 차남으로 태어났다.
|  | 야마시로 나가오카 번 번주 (나가이가) 1633년 ~ 1649년 | 후임 폐번 |

| 전임 마쓰다이라 야스노부 | 제1대 다카쓰키 번 번주 (나가이가) 1649년 ~ 1671년 | 후임 나가이 나오토키 |

| 전임 아베 마사쓰구 | 제3대 오사카 조다이 1648년 | 후임 이나가키 시게쓰나 |